# Джомбланг
Печера Джомбланг (індонез. Gua Jomblang) — печера на острові Ява, з вертикальним обвалом, в окрузі Гунунг-Кідул, провінція Джок'якарта, в Індонезії.

## Географія
Печера утворилася внаслідок геологічного процесу опускання ґрунту та рослинності на ньому на теперішнє дно, що відбулося тисячі років тому. Це обвалення утворило вирву або колодязь, який яванською мовою відомий як «luweng» («лувенг» укр. лігво). Саме це робить його унікальним, оскільки в печері є гирло завглибшки понад 50 м, через яке опускають туристів і спелеологів. Його часто називають Лувенг Джомбланг (8°1′37.37″ пд. ш. 110°38′11.21″ сх. д. / 8.0270472° пд. ш. 110.6364472° сх. д.).
На початку XXI століття печера Джомбланг стала місцем збереження стародавніх ендемічних рослин і була перетворена на особливий туристичний об'єкт, яким управляє місцева влада. Процес спуску/підйому в цій печері був забезпечений необхідним обладнанням відповідно до стандартів безпеки спуску (підйому) та спелеогляду у вертикальних печерах.
Сонячне світло, що проникає у гирло Лувенг Ґрубуг (8°1′43.21″ пд. ш. 110°38′18.07″ сх. д. / 8.0286694° пд. ш. 110.6383528° сх. д.) печери на глибину 90 метрів, утворює стовп світла, що висвітлює чудовий камінь і непроглядні глибини печери. Вода, що капає з висоти, також прикрашає пейзаж. Сюди приїжджають численні туристи, щоб полюбуватися надзвичайними краєвидами та побачити казкові картини печери, відомі як «небесні вогні» (індонез. cahaya surga).

## Туризм
Спуск туристів відбувається через 50-метрове гирло Лувенг Джомбланг. Далі необхідно пройти похилим тунелем завдовжки близько 270 м на південний схід до отвору (гирла) Лувенг Ґрубуг, який розташований на 90-метровій висоті й через який проникає в печеру стовп сонячного світла.

## Розташування
Вхід Лувенг Джомбланг у печеру Джомбланг розташований на східній околиці селища Пакареджо, муніципалітету Семану, в окрузі Гунунг-Кідул, провінція Джок'якарта, в Індонезії, за 14 км від південного узбережжя острова Ява.

## Галерея
| Вид на гирло Лувенг Ґрубуг (світло світить по діагоналі) | Вид (світло світить зверху) | Гирло печери (ззовні) |